# الوضع القانوني لدولة فلسطين
هناك طائفة واسعة من الآراء فيما يتعلق بالوضع القانوني لدولة فلسطين، سواء بين دول المجتمع الدولي أو في أوساط الباحثين القانونيين. إن وجود دولة فلسطين، على الرغم من أنها مثيرة للجدل، هو حقيقة واقعة في آراء الدول التي أقامت علاقات دبلوماسية ثنائية. وهي دولة مراقبة غير عضو في الأمم المتحدة منذ نوفمبر 2012.

## إقامة الدولة لأغراض ميثاق الأمم المتحدة
تم الاعتراف بمنظمة التحرير الفلسطينية بوصفها «الممثل الشرعي الوحيد للشعب الفلسطيني»، وهي المختصة بجميع المسائل المتعلقة بقضية فلسطين التي تقوم بها الجمعية العامة للأمم المتحدة، بالإضافة إلى حق الشعب الفلسطيني في فلسطين في الاستقلال الوطني والسيادة الوطنية، ومنحت مركز المراقب في الجمعية العامة للأمم المتحدة بوصفه «كيانا من غير الدول»، من عام 1974. في منتصف نوفمبر 2011، قدمت منظمة التحرير الفلسطينية طلبا رسميا لكي تصبح عضوا كامل العضوية في الأمم المتحدة. ويتطلب الطلب الناجح الحصول على موافقة مجلس الأمن الدولي وأغلبية الثلثين في الجمعية العامة للأمم المتحدة. ومع ذلك، فإن لجنة أعضاء مجلس الأمن وصلت إلى طريق مسدود بشأن هذه المسألة ولم تتمكن من «تقديم توصية بالإجماع إلى مجلس الأمن». جاء التقرير نتيجة لسبعة أسابيع من الاجتماعات، حيث عرض بالتفصيل عددًا كبيرًا من الخلافات بين أعضاء المجلس حول ما إذا كانت فلسطين تستوفي الشروط المنصوص عليها في ميثاق الأمم المتحدة للدول الأعضاء. وبما أن طلبهم للحصول على العضوية الكاملة قد تم تعطيله، فقد طلبت منظمة التحرير الفلسطينية تغيير الوضع من «كيان مراقب» إلى «دولة مراقب غير عضو». في نوفمبر 2012، قبلت الجمعية العامة للأمم المتحدة القرار بتحويل فلسطين إلى «دولة مراقبة غير عضو» داخل منظومة الأمم المتحدة، وأعادت تأكيد منظمة التحرير الفلسطينية كممثل للشعب الفلسطيني.

يحمي ميثاق الأمم المتحدة السلامة الإقليمية أو الاستقلال السياسي لأي دولة من التهديد باستعمال القوة أو استخدامها. شغل فيليب جيسوب منصب ممثل الولايات المتحدة لدى الأمم المتحدة، ومنصب قاضٍ في محكمة العدل الدولية. وخلال جلسات الاستماع أمام مجلس الأمن حول طلب إسرائيل الانضمام إلى الأمم المتحدة قال:
نحن بالفعل لدينا بعض الكيانات السياسية بين أعضاء الأمم المتحدة التي لا تتمتع بسلطة سيادية كاملة لتشكيل سياساتها الخارجية الخاصة، والتي كانت تقليديًا تعتبر سمة من سمات الدولة. إلا أننا نعلم أنه لا في سان فرانسيسكو ولا بعدها اعتبرت الأمم المتحدة أن الحرية الكاملة لوضع وإدارة السياسة الخارجية الخاصة للمرء هو متطلب أساسي لعضوية الأمم المتحدة... ... والسبب وراء إشارتي لهذا الأمر من جانب التعريف التقليدي للدولة هو التأكيد على نقطة مفادها أن مصطلح "دولة" كما هو مستخدم ومطبق في المادة الرابعة من ميثاق الأمم المتحدة قد لا يكون مطابقا تمامًا لمصطلح "دولة" كما هو مستخدم ومعرف في الكتب الكلاسيكية للقانون الدولي.
في عام 2009 قدم رياض المالكي وزير الخارجية الفلسطيني في السلطة الوطنية الفلسطينية أدلة تفيد حصول فلسطين على اعتراف قانوني بها كدولة من قبل 67 دولة أخرى، ولها اتفاقيات ثنائية مع دول في أمريكا اللاتينية وآسيا وأفريقيا وأوروبا.  

## إعلان وقانون عقيدة الدولة
اعترفت الكثير من الدول بدولة فلسطين منذ سنة 1988. وفقًا لمبادئ القانون الدولي المتعارف عليه، فعندما تعترف حكومة بدولة أخرى، فإن هذا الاعتراف يعتبر سابقًا لأوانه ويشمل كل التصرفات والسلوكيات التي قامت بها الحكومة المعترف بها منذ تاريخ إنشائها.
يشير ستيفن تالمون إلى أن العديد من الدول تملك سياسة رسمية تتعلق بالاعتراف بالدول، وليس بالحكومات التابعة لها. وعمليًا، فإنها غالبًا لا تصدر أية إعلانات رسمية بشأن الاعتراف. ويذكر أمثلة عديدة على ذلك، ومنها المذكرة الخاصة بسياسة وممارسات الاعتراف الأمريكي، الصادرة بتاريخ 25 سبتمبر 1981، والتي تفيد بأن الاعتراف سيكون ضمنيًا عبر التعاملات الحكومية للولايات المتحدة مع الحكومة الجديدة. وقد عبرت عدة دول عن رغبتها في إقامة علاقات مع دولة فلسطين. كما أن الولايات المتحدة قد اعترفت رسميًا بالضفة الغربية وقطاع غزة كمنطقة واحدة لأغراض سياسية واقتصادية وقانونية وغيرها وذلك في سنة 1997 بناًء على طلب السلطة الفلسطينية. وفي تلك الفترة، دعت الجمهور إلى الاطلاع على هذه الحقيقة من خلال الإعلانات التي نشرتها في السجل الفيدرالي الأمريكي، وهو الإصدار الرسمي لحكومة الولايات المتحدة.
كُلّفت الوكالة الأمريكية للتنمية الدولية في الضفة الغربية/غزة بتنفيذ مشاريع "بناء الدولة" في مجالات متعددة منها الديمقراطية والحكم والموارد والبنية التحتية. وتتمثل إحدى مهام الوكالة المكلَّفة في توفير الدعم المرن والمنفصل لتطبيق خارطة الطريق الرباعية،  وهي الخطة المدعومة دوليًا الهادفة إلى تحقيق التطور التدريجي لإنشاء دولة فلسطينية قابلة للحياة في الضفة الغربية وقطاع غزة. وأعلن الاتحاد الأوروبي أيضًا عن برامج مماثلة للعلاقات الخارجية مع السلطة الفلسطينية.
أما بالنسبة لوجهة نظر دول الاتحاد الأوروبي التي لم تقدم اعترافًا كاملًا، فتحدث الرئيس الفرنسي فرنسوا ميتران آنذاك قائلًا: "هناك العديد من الدول الأوروبية ليست جاهزة للاعتراف بدولة فلسطين بينما يرى البعض الآخر وجود فروق كبيرة بين الاعتراف وعدم الاعتراف، وأجد نفسي من بين أولئك الذين يرون الفروق الكبيرة". ومع ذلك وبعد اعتراف منظمة التحرير الفلسطينية بدولة إسرائيل، استقبل ميتران الزعيم الفلسطيني ياسر عرفات في باريس في شهر مايو سنة 1989م.

## عواقب الاحتلال

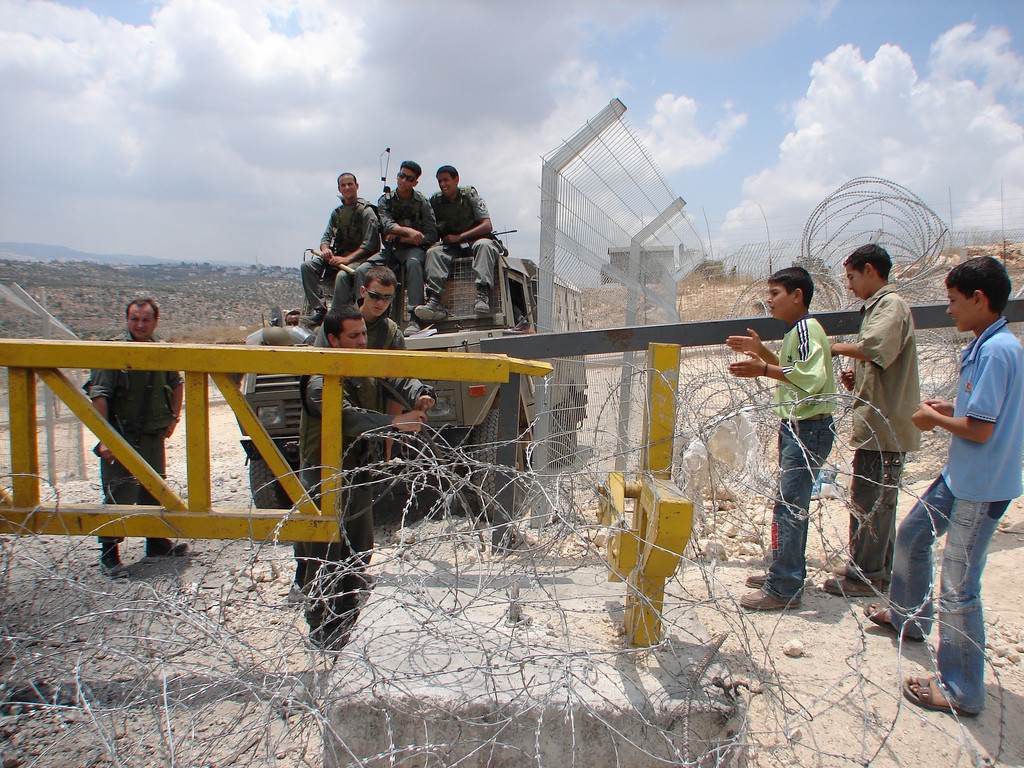
بوابة حاجز بلعين، الضفة الغربية، 2006

بعد عام 1967، قُدمت بعض الحجج القانونية التي تعارض حق الفلسطينيين في تقرير مصيرهم وإنشاء دولتهم. وعادة ما كانوا يقترحون أن فلسطين هي أراضٍ تفتقر للسيادة المشروعة ويدعمون الادعاءات الإسرائيلية بأجزاء الأراضي المتبقية من الانتداب على فلسطين. ويرى المؤرخ والصحافي جيرشوم جورنبرج أنه خارج الدائرة المؤيدة للاستيطان داخل إسرائيل، فإن مثل هذه الأطروحات تعتبر شاذة. ويوضح أنه بالرغم من استعمال الحكومة الإسرائيلية لهذه المواقف لأغراض العلاقات العامة خارج إسرائيل، فإنها تتخذ موقفًا مختلفًا كليًا عند مناقشة المسائل القانونية الحقيقية أمام المحكمة الإسرائيلية العليا.
وفي سنة 2005، اتخذت الحكومة الإسرائيلية قرارًا بتفكيك كافة المستوطنات الإسرائيلية في قطاع غزة وأربعة مستوطنات في شمالي الضفة الغربية. ويجدر بالذكر أن هذا القرار واجه تحديًا قانونيًا من طرف المستوطنين، لكن الحكومة ربحت القضية بالإشارة إلى أن تلك المستوطنات كانت تقع في منطقة ذات وضع قانوني يعرف بـ "المنطقة المتمردة". وأخبرت الحكومة المحكمة بأنه كان يتوجب على المستوطنين معرفة أن تلك المستوطنات كانت مؤقتة فحسب.
أعربت غالبية الدول الأعضاء في هيئة الأمم المتحدة عن تشككها فيما يخص الادعاء بملكية إسرائيل للأراضي المعنية بشكل يفوق حقوق السكان المحليين، مؤكدة على أن إنشاء الدولة يشكل حقا أصيلًا وغير قابلًا للتصرف للشعب الفلسطيني. وخلص العديد من الخبراء القانونيين، بمن فيهم ديفيد جون بول، إلى أن الفلسطينيين - استنادًا إلى مبادئ تقرير المصير وسلطات هيئة الأمم المتحدة - يبدون أكثر استحقاقًا للمنطقة. وفي وقت لاحق، أعادت محكمة العدل الدولية تأكيد الحق الأصيل للشعب الفلسطيني في تقرير المصير وحظر الاستحواذ على الأراضي عن طريق الحرب المنتهج في إطار القانون الدولي العرفي والتقليدي.
استشهدت المحكمة العليا الإسرائيلية، التي تؤدي دور محكمة العدل العليا، بقضية متعلقة بانسحاب غزة، وذكرت أن مناطق يهودا والسامرة تخضع لسيطرة إسرائيل نتيجة لاحتلال عسكري. وأكدت المحكمة أن ذراع السيطرة الطويلة في المنطقة تعود للقائد العسكري وليس لصاحب السيادة الفعلي في الأراضي المحتلة عسكريًا. ويمنح القانون الدولي العام القائد العسكري سلطة إدارة الاحتلال العسكري. وعلاوة على ذلك، أوضحت المحكمة أن القوانين الإسرائيلية لا تنطبق على هذه المناطق وأنها لم تضم إلى إسرائيل. وأخيرا، أضافت المحكمة أن النظام القانوني المعمول به في هذه المناطق تحدده قواعد القانون الدولي المتعلقة بالاحتلال العسكري.

## قرارات المحاكم الدولية والوطنية
وفقًا لـ "ملخص وزارة الخارجية الأمريكية للقانون الدولي"، تضمنت أحكام معاهدة لوزان تطبيق مبادئ خلافة الدول على الانتدابات "أ". وقد اعترفت معاهدة فرساي في سنة 1920 بالمجتمعات العثمانية السابقة بوصفها دولًا مستقلة مؤقتا. كما تطلب من ألمانيا الاعتراف بالتصرف في ملكية الأراضي العثمانية السابقة والاعتراف بالدول الجديدة التي تم إنشاؤها داخل حدودها. وطالبت معاهدة لوزان الدول المستحدثة حديثًا بدفع أقساط الدين العام العثماني، وتولي مسؤولية إدارة الامتيازات التي سبق أن منحها العثمانيون. ويتم تسوية الخلاف المتعلق بتحديد وضعية الأراضي من خلال حكم يصدره محكمًا معينًا من قِبَل عصبة الأمم. وتقرر اعتبار فلسطين وشرق الأردن دولتان مُستحدثتان حديثًا وفقًا لأحكام اتفاقيات ما بعد الحرب المعمول بها. إضافة إلى ذلك، ففي الحكم رقم 5 بعنوان "امتيازات مافروماتيس فلسطين" الصادر عن المحكمة الدائمة للعدل الدولي، أكدت على أن فلسطين مسؤولية باعتبارها الدولة الخلف عن الامتيازات التي منحت سابقًا من السلطات العثمانية. وقررت المحاكم الفلسطينية والبريطانية أن ملكية العقارات الواردة في القائمة المدنية العثمانية قد تم التنازل عنها لحكومة فلسطين بوصفها الدولة الخليفة الحليفة.

## خلافة الدولة
أشار تحليل قانوني أجرته محكمة العدل الدولية إلى أن ميثاق عصبة الأمم قد اعترف مؤقتًا بمجتمعات فلسطين الانتدابية كدول مستقلة. وأوضحت المحكمة أن الانتداب كان مجرد فترة انتقالية، تهدف إلى تمهيد الطريق لتحويل الإقليم الواقع تحت الانتداب إلى دولة مستقلة ذاتية الحكم. وقالت المحكمة إن الضمانات المحددة المتعلقة بحرية التنقل والوصول إلى الأماكن المقدسة الواردة في معاهدة برلين (1878) قد رُعيت واحترمت في شروط الانتداب على فلسطين وبنود خطة الأمم المتحدة لتقسيم فلسطين.
وفي رأي مستقل، أكد القاضي هيغينز على القرارات المتتابعة لمجلس أمن هيئة الأمم المتحدة بدءا من القرار رقم 242 لسنة 1967 وصولا إلى القرار رقم 1515 لسنة 2003، والتي تنص على أن "لإسرائيل الحق في الوجود والاعتراف بها والأمن، وللشعب الفلسطيني الحق في أرضه وممارساة تقرير المصير وله دولته الخاصة"، مع دعم القرار رقم 1515 لخارطة طريق السلام المقترحة من اللجنة الرباعية للشرق الأوسط كسبيل لتحقيق هذه الأهداف والالتزامات عبر المفاوضات.
ووفقا للمادة 62 من معاهدة برلين الموقعة في 13 تموز/يوليو 1878، تم تناول مسألة حرية الدين والحقوق المدنية والسياسية في جميع أرجاء الإمبراطورية العثمانية. وغالبًا ما تُشار إلى هذه الضمانات باسم "الحقوق الدينية" أو "حقوق الأقليات". ومع ذلك، تجدر الإشارة إلى أن هذه الضمانات تشمل حظر التمييز في المسائل المدنية والسياسية أيضًا. وتنص المعاهدة بوضوح على أنه "لا يجوز اتخاذ اختلاف الدين مبررًا لأي شخص لإقصائه أو منعه من التمتع بالحقوق المدنية أو السياسية، أو تعيينه في وظائف عامة، أو الاستفادة من فرص العمل المختلفة أو تلقي تكريم، أو مزاولة أية مهنة أو صناعة معينة، في أي جزء من أجزاء الإمبراطورية مهما كانت".
وتضمن قرار مؤتمر سان ريمو بندًا يصون ويحمي جميع الحقوق التي تناولها اتفاق برلين. وقبل المؤتمر أحكام الانتداب فيما يخص فلسطين، شريطة فهم أن ذلك لن يؤدي بأي شكل من الأشكال إلى تنازل دولة الانتداب عن الحقوق التي تمتعت بها المجتمعات غير اليهودية في فلسطين حتى ذلك الحين. وتضمنت مسودات الولايات الخاصة بالعراق وفلسطين، فضلًا عن جميع معاهدات السلام المبرمة بعد الحرب، أحكامًا تتعلق بحماية الأقليات. وقد استندت هذه الأحكام إلى اختصاص محكمة العدل الدائمة الإلزامي في حل النزاعات الناشئة عن تفسير وتنفيذ هذه البنود.
تؤكد المادة 28 من الانتداب بأن هذه الحقوق محفوظة إلى الأبد، بموجب ضمانة دولية. وقد وضعت "خطة الجمعية العامة للحكومة المستقبلية في فلسطين" هذه الحقوق تحت حماية الأمم المتحدة كجزء من خطة حماية حقوق الأقليات. ويتطلب الإقرار بهذه الحقوق إصدار قوانين ودساتير أساسية تنص عليها. واعترف كل من إعلاني قيام دولة إسرائيل المستقلة وقيام دولة فلسطين المستقلة بالحقوق المحفوظة وتم اعتمادهما بما يتفق مع قرار الأمم المتحدة رقم 181 (II).

## آراء مسؤولون وقانونيون
قدم جاكوب روبنسون بصفته مستشارًا قانونيًا لوفد الأمم المتحدة للوكالة اليهودية لفلسطين أثناء الجلسة الاستثنائية للجمعية العامة المنعقدة في عام 1947. وقد أبلغ قيادة الحركة الصهيونيّة "أن الدول المؤقتة قد ظهرت إلى الوجود نتيجة لقرار 29 نوفمبر 1947".
وأكد "إل سي غرين" أن الاعتراف بدولة ما هو مسألة تقديرية، إذ يمكن لأي دولة قائمة قبول أي كيان ترغبه كدولة بغض النظر عن وجود حكومة أو أراضي محددة.
يرى أليكس تاكنبرغ أن اعتبار فلسطين دولة ناشئة أمر ليس فيه شك، وأن العملية السلمية الحالية قد تؤدي في النهاية إلى إقامة دولة فلسطينية، ولكن من المبكر الحكم على هذا الأمر. وبناًء عليه، فإن الدولة التي ينص عليها القانون الدولي قد رسخت وضعها الحالي في الفترة الممتدة من فصل الربيع للعام 1997. وبالاستناد إلى المعايير الأربعة للدول المنصوص عليها في اتفاقية مونتيفيديو لعام 1933 - وهي السكان الدائمون، والأقاليم المحددة، والحكومة، والقدرة على العلاقات الخارجية مع الدول الأخرى - يرى تاكنبرغ أن الكيان المعروف بفلسطين لا يتوافق تمامًا مع هذه المعايير.
وفقًا لجون ويتبيك، الذي شغل منصب مستشار فريق التفاوض الفلسطيني أثناء المحادثات مع إسرائيل، فإنَّ دولة فلسطين قامة بالفعل وتتوافق مع الأعراف الدولية المتعارف عليها، وإذا قورنت بتلك القواعد، فإنها تتمتع بوضع قانوني راسخ مماثل لوضع دولة إسرائيل. ويقول ويتبيك إنه عندما يتم تقييم الادعاء بوجود فلسطين كبلد وفقًا للمعايير الأربعة الأساسية في اتفاقية مونتيفيديو - وهي السكان الدائمون، والأقاليم المحددة، والحكومة، والسيطرة الفعلية - فإنه يتبين أنها تستوفي جميع هذه الشروط فيما عدا الأخيرة. ويضيف ويتبيك أنه على الرغم من كون السيطرة الفعالة هي الحجة الأضعف في إثبات وجود فلسطين كبلد، إلا أنه يمكن التأكيد بكل جدية أن مزاعم فلسطين باتت أكثر قوة نظرًا لسيطرة سلطاتها التنفيذية والتشريعية المنتخبة ديمقراطيًا على الجزء الأكبر من الأرض الفلسطينية حيث يعيش غالبية السكان. ويمكننا بالتالي التأكيد بثقة على أن الادعاء بوجود فلسطين كدولة يواجه آخر عقبة أساسية.
وفقًا لرؤية جون كيغلي، فإنَّ وجود فلسطين بوصفها دولة يرجع إلى ما قبل الإعلان الصادر في العام 1988. ويوثق كيغلي تاريخ فلسطين باعتبارها كيانًا سياسيًا عالميًا منذ تفكك الإمبراطورية العثمانية في أعقاب الحرب العالمية الأولى، ويشدد على أن نظام الانتداب المفروض بموجب أحكام المادة 22 من ميثاق عصبة الأمم كان يهدف إلى تحقيق هدف واحد وواضح، وهو تقرير المصير والاستقلال للشعب المعني. ويرى كيغلي أن إعلان 1988، بإشارته الصريحة إلى مواد العهد ذات الصلة، أكد مجددًا وجود دولة فلسطينية فاعلة. ويسلط الضوء على إبرام فلسطين لمعاهدات ثنائية عديدة، بما فيها المعاهدة المبرمة مع بريطانيا العظمى بصفتها سلطة الانتداب، مثالًا على سيادتها المعترف بها في تلك الحقبة. وبالإضافة إلى ذلك، يشير كيغلي إلى المبدأ الطبيعي لقانون ستيمسون والحكم العرفي لحظر اللجوء إلى القوة الوارد في قانون إعادة صياغة العلاقات الخارجية للولايات المتحدة، والذي يقضي بعدم توقف الكيان عن وجوده كدولة بمجرد احتلال أراضيه بقوة خارجية، مما يعني ضمنيًا استمرار فلسطين في التمتع بمركزها القانوني كدولة.
ذكر كويغلي بأن الحكم الصادر عن محكمة العدل الدولية في الدعوى المتعلقة بـ "الجدار" والذي يشير إلى إمكانية سريان اتفاقيات جنيف، بات يفتقر للمصداقية بشكل كامل وحتمي، وذلك بعد ظهور حجة "الإرتداد المفقود" كدليل قانوني جديد وقوي. وقد قامت المحكمة الجنائية الدولية بنشر موجز للدفوع المقدمة والتي تضمنت آراء مختلفة، حيث رأى فريق من المحامون بأنه لا يمكن اعتبار السلطة الوطنية الفلسطينية دولة بالمفهوم القانوني، بينما أشار آخرون إلى اعتراف عدد كبير من الدول بفلسطين كدولة بالإضافة إلى المنظمات الدولية المختلفة. وأكدت المحكمة بأن البت النهائي في مسألة الاعتراف بفلسطين كدولة يخضع لقرار القضاة المتوقع صدوره في الوقت المناسب.
نشأ خلاف بسبب تعارض القوانين بين السلطة الفلسطينية وإسرائيل. ولم تكن الأحكام الصادرة عن المحاكم الإسرائيلية نافذة بشكل مباشر في محاكم السلطة الفلسطينية. وقد قررت المحكمة المركزية في إسرائيل أن السلطة الفلسطينية تفي بمعايير اعتبارها دولة ذات سيادة. وطُعن في هذا الحكم أمام المحكمة العليا في إسرائيل التي حكمت بأنه لا يُمكن اعتبار السلطة الفلسطينية دولة أجنبية نظرًا لأنها معترف بها باعتبارها سلطة حصرية لوزارة الخارجية الأمريكية. ورأت المحكمة العليا أنه يجوز منح السلطة الفلسطينية حصانة الدولة بناء على ظروف مخصصة. واستجابة لإبداء القضاة استعدادهم لدراسة مفهوم "الدولة بغرض حصانة الدولة"، اعتمد الكنيست تدبيرًا يسمح بمنح الحصانة السيادية لكيانات سياسية ليست دولًا كجزء من أحكام قانون حصانة الدول الأجنبية لسنة 2008، المادة 20.
ذكر ستيفان تالمون أنه "في القانون الدولي، يتم الاعتراف عادة بالحكومة التي تسيطر فعليًا على منطقة معينة. إلا أن هذه ليست قاعدة مطلقة دون استثناءات". وأكد جيمس كروفورد أنه رغم شيوعيتها ووجودها في معايير الدولة باتفاقية مونتيفيديو، فإن الفعالية ليست العامل الوحيد أو الأهم في إقامة الدولة. وقدم عدة نماذج لعمليات ضم وحكومات تم الاعتراف بها بالرغم من فقدانها للسيطرة الإقليمية. ومؤخرًا، عبّر رئيس الوزراء الإسرائيلي بنيامين نتنياهو عن رغبته في الاعتراف بدولة فلسطين شريطة موافقتها على التنازل عن السيطرة الفعليّة على أراضيها، وكذلك عدم امتلاكها قوة عسكرية وتحالفات مع أعداء إسرائيل.
في شهر نوفمبر من عام 2009م، وردت أنباء تفيد بأن السلطات الفلسطينية تعمل على تمهيد الطريق لتقديم طلب للاعتراف بالدولة الفلسطينية لدى مجلس الأمن. وقد كان مخططًا لهذه الدولة أن تقام على خط وقف إطلاق النار لعام 1967م كحدود دولية بينها وبين إسرائيل، وأن تكون القدس الشرقية عاصمة لها. وحظيت هذه الخطة بدعم عدد من الدول العربية وروسيا والأمين العام للأمم المتحدة آنذاك بان كي مون. وقال الأمين العام في تصريح له: "إنَّ وجود دولة إسرائيل أمر واقع، ولكنَّ وجود دولة فلسطين ليس بعد واقعًا". وأكد على أهمية إيجاد دولة فلسطينية ذات سيادة. وأضاف قائلًا: "يجب أن يتحقق هذا بناًء على حدود عام 1967م، مع إجراء تبادلات أرضية متفقًا عليها مسبقًا، بالإضافة إلى حل عادل ومشترك لمسألة اللاجئين". وبتاريخ 29 يناير 2010، قام المندوب الفلسطيني بإيداع نسخة من خطاب قدمه رئيس الوزراء آنذاك سلام فياض للأمين العام للأمم المتحدة. وتناول الخطاب مرسومًا أصدره الرئيس الفلسطيني محمود عباس بتشكيل لجنة مستقلة تعنى بمتابعة تقرير جولدستون، وذلك تنفيذًا لقرار الجمعية العامة للأمم المتحدة رقم 64/10 الصادر في الخامس من نوفمبر 2009.
يشير "بول دي وارت" إلى أن اللجنة الرباعية، بما فيها الولايات المتحدة والدول الغربية، لا تعترف بفلسطين كدولة حتى الآن. ويرى هؤلاء أن إقامة الدولة الفلسطينية سيكون محصلة للمفاوضات الثنائية بين إسرائيل والشعب الفلسطيني. ويتجاهلون بذلك حقيقة أن القانون الدولي يمنح حق الاعتراف بالدول بحرية لكل دولة على حدة.
قالت الخبيرة القانونية الإسرائيلية روث لابيدوث إنه بالرغم من إعلان الجانب الفلسطيني قيام دولته بشكل أحادي، إلا أنهم ليسوا بحاجة للقيام بنفس الإجراء مجددًا. وأضافت قائلة: "إن الاعتراف بالدول هو قرار سياسي يخص كل دولة على حدة ويُنص عليه ضمن سيادتها".
قال الرئيس محمود عباس إنَّ دولة فلسطين قائمة بالفعل، وإن المعركة الحالية تدور حول الاعتراف بالحدود التي ستحدد هذه الدولة. وكتب جيروم سيجال عن خطة سلام فياض لإنشاء الدولة الفلسطينية، حيث أشار إلى أن هذه الخطة تستدعي الإعلان الصادر في عام 1988م أربع مرات، وتعتبره بمثابة إيضاح "لمبادئ تأسيس الدولة الفلسطينية".
في شهر سبتمبر من عام 2010، نشر البنك الدولي تقريرًا أفاد بأن السلطة الفلسطينية تمر بوضع ملائم يؤهلها لإعلان الدولة في المستقبل القريب. ومع ذلك، أوضح التقرير بأنه لن يكون بالإمكان استمرار هذه الدولة دون تعزيز نمو القطاع الخاص في الاقتصاد الفلسطيني.
وفي أبريل 2011، صدر تقرير عن منسق الأمم المتحدة لعملية السلام في منطقة الشرق الأوسط يثني على أداء السلطة الفلسطينية، ويشير إلى أن الجوانب الإدارية لديها تكفي لقيام دولة مستقلة. وهذا يتماشى مع تقارير سابقة صدرت عن صندوق النقد الدولي، والبنك الدولي، في نفس الصدد.